# Catedral de San Venceslao
La Catedral de San Venceslao o Catedral de San Wenceslao (en checo: Katedrála svatého Václava) es una catedral católica checa localizada en Olomouc y sede del arzobispo de la arquidiócesis de Olomouc. La plaza fue llamada después en honor a San Venceslao, duque de Bohemia en el aniversario n.º 1000 de su muerte, en 1935, de la misma manera, la advocación de la catedral es también en honor a san Venceslao.
La que hoy es la catedral era originalmente una basílica romana consagrada en 1131, sin embargo, su estilo románico se cambió a gótico en el transcurso de los siglos XIII y XIV, para modifirse una vez más entre 1883 y 1892; siendo reconstruida entre febrero de 2004 y 2007.
La catedral actual posee tres torres en un diseño que sobrevivió desde el medievo, dos de ellas en la fachada principal y una en la parte posterior, es decir, al sur; siendo esta última la más representativa debido a sus 100,65 m (330′ 3″) de altura, convirtiéndose en la segunda torre de iglesia más alta de toda la República Checa. Al lado de una columna en una de las naves, existe un altar neogótico en el cual reposan los restos de san Jan Sarkander.